# Hráčské statistiky Margarety Courtové
Margaret Courtová vyhrála ve dvouhře 11 grandslamových turnajů v rámci otevřené éry a dalších 13 před otevřenou érou. Rovněž vyhrála 92 turnajů WTA, což ji řadí na 4. místo historického pořadí. Vyhrát alespoň 100 zápasů ve dvouhře na okruhu WTA Tour se jí povedlo v sezonách 1970 (113-6) a 1973 (100-5).

## Finálová utkání Grand Slamu

### Dvouhra – 29/12 (24 výher, 5 proher; v otevřené éře 11 výher a 1 prohra)
| Stav         | Rok  | Turnaj                       | Povrch | Soupeřka ve finále         | Výsledek            |
| ------------ | ---- | ---------------------------- | ------ | -------------------------- | ------------------- |
| Vítězka      | 1960 | Australian Championships     | tráva  | Jan Lehaneová O'Neillová   | 7–5, 6–2            |
| Vítězka      | 1961 | Australian Championships (2) | tráva  | Jan Lehaneová O'Neillová   | 6–1, 6–4            |
| Vítězka      | 1962 | Australian Championships (3) | tráva  | Jan Lehaneová O'Neillová   | 6–0, 6–2            |
| Vítězka      | 1962 | French Championships         | antuka | Lesley Turnerová Bowreyová | 6–3, 3–6, 7–5       |
| Vítězka      | 1962 | US Championships             | tráva  | Darlene Hardová            | 9–7, 6–4            |
| Vítězka      | 1963 | Australian Championships (4) | tráva  | Jan Lehaneová O'Neillová   | 6–2, 6–2            |
| Vítězka      | 1963 | Wimbledon                    | tráva  | Billie Jean Kingová        | 6–3, 6–4            |
| Finalistka   | 1963 | US Championships             | tráva  | Maria Buenová              | 7–5, 6–4            |
| Vítězka      | 1964 | Australian Championships (5) | tráva  | Lesley Turnerová Bowreyová | 6–3, 6–2            |
| Finalistka   | 1964 | Wimbledon                    | tráva  | Maria Buenová              | 6–4, 7–9, 6–3       |
| Vítězka      | 1964 | French Championships (2)     | antuka | Maria Buenová              | 5–7, 6–1, 6–2       |
| Vítězka      | 1965 | Australian Championships (6) | tráva  | Maria Buenová              | 5–7, 6–4, 5–2 skreč |
| Finalistka   | 1965 | French Championships         | antuka | Lesley Turnerová Bowreyová | 6–3, 6–4            |
| Vítězka      | 1965 | Wimbledon (2)                | tráva  | Maria Bueno                | 6–4, 7–5            |
| Vítězka      | 1965 | US Championships (2)         | tráva  | Billie Jean Kingová        | 8–6, 7–5            |
| Vítězka      | 1966 | Australian Championships (7) | tráva  | Nancy Richeyová            | bez boje            |
| Finalistka   | 1968 | Australian Championships     | tráva  | Billie Jean Kingová        | 6–1, 6–2            |
| ↓ Open Era ↓ |      |                              |        |                            |                     |
| Vítězka      | 1969 | Australian Open (8)          | tráva  | Billie Jean Kingová        | 6–4, 6–1            |
| Vítězka      | 1969 | French Open (3)              | antuka | Ann Haydonová Jonesová     | 6–1, 4–6, 6–3       |
| Vítězka      | 1969 | US Open (3)                  | tráva  | Nancy Richeyová            | 6–2, 6–2            |
| Vítězka      | 1970 | Australian Open (9)          | tráva  | Kerry Melvilleová Reidová  | 6–1, 6–3            |
| Vítězka      | 1970 | French Open (4)              | antuka | Helga Niessen Masthoff     | 6–2, 6–4            |
| Vítězka      | 1970 | Wimbledon (3)                | tráva  | Billie Jean Kingová        | 14–12, 11–9         |
| Vítězka      | 1970 | US Open (4)                  | tráva  | Rosemary Casalsová         | 6–2, 2–6, 6–1       |
| Vítězka      | 1971 | Australian Open (10)         | tráva  | Evonne Goolagong           | 2–6, 7–6, 7–5       |
| Finalistka   | 1971 | Wimbledon                    | tráva  | Evonne Goolagong Cawley    | 6–4, 6–1            |
| Vítězka      | 1973 | Australian Open (11)         | tráva  | Evonne Goolagong Cawley    | 6–4, 7–5            |
| Vítězka      | 1973 | French Open (5)              | antuka | Chris Evertová             | 6–7, 7–6, 6–4       |
| Vítězka      | 1973 | US Open (5)                  | tráva  | Evonne Goolagong Cawley    | 7–6, 5–7, 6–2       |

### Ženská čtyřhra (33/15 v otevřené éře)

#### Vítězka (19/10)
| Rok  | Turnaj                       | Spoluhráčka                | Finalistky                                          | Výsledek       |
| 1961 | Australian Championships     | Mary Carter Reitano        | Mary Bevisová Hawtonová Jan Lehaneová O'Neillová    | 6–4, 3–6, 7–5  |
| 1962 | Australian Championships (2) | Robyn Ebbernová            | Darlene Hardová Mary Carterová Reitanová            | 6–4, 6–4       |
| 1963 | Australian Championships (3) | Robyn Ebbernová            | Jan Lehaneová O'Neillová Lesley Turnerová Bowreyová | 6–1, 6–3       |
| 1963 | US Championships             | Robyn Ebbernová            | Maria Buenová Darlene Hardová                       | 4–6, 10–8, 6–3 |
| 1964 | French Championships         | Lesley Turner Bowrey       | Norma Baylonová Helga Schultzeová                   | 6–3, 6–1       |
| 1964 | Wimbledon                    | Lesley Turnerová Bowreyová | Billie Jean Kingová Karen Susmanová                 | 7–5, 6–2       |
| 1965 | Australian Championships (4) | Lesley Turner Bowrey       | Robyn Ebbernová Billie Jean Kingová                 | 1–6, 6–2, 6–3  |
| 1965 | French Championships (2)     | Lesley Turner Bowrey       | Françoise Durr Jeanine Lieffrigová                  | 6–3, 6–1       |
| 1966 | French Championships (3)     | Judy Tegartová Daltonová   | Jill Blackmanová Fay Toyneová                       | 4–6, 6–1, 6–1  |
| 1968 | US Open (2)                  | Maria Buenová              | Billie Jean Kingová Rosemary Casalsová              | 4–6, 9–7, 8–6  |
| 1969 | Australian Open (5)          | Judy Tegart Dalton         | Rosemary Casals Billie Jean King                    | 6–4, 6–4       |
| 1969 | Wimbledon (2)                | Judy Tegart Daltonová      | Patricia Hoganová Peggy Michelová                   | 9–7, 6–2       |
| 1970 | Australian Open (6)          | Judy Tegart Daltonová      | Kerry Reidová Kerry Harrisová                       | 6–3, 6–1       |
| 1970 | US Open (3)                  | Judy Tegartová Daltonová   | Rosemary Casalsová Virginia Wadeová                 | 6–3, 6–4       |
| 1971 | Australian Open (7)          | Evonne Goolagong           | Jill Emmersonová Lesley Huntová                     | 6–0, 6–0       |
| 1973 | Australian Open (8)          | Virginia Wadeová           | Kerry Harris Kerry Melvilleová Reidová              | 6–4, 6–4       |
| 1973 | US Open (4)                  | Virginia Wade              | Billie Jean Kingová Rosemary Casalsová              | 3–6, 6–3, 7–5  |
| 1973 | French Open (4)              | Virginia Wade              | Françoise Durr Betty Stöveová                       | 6–2, 6–3       |
| 1975 | US Open (5)                  | Virginia Wade              | Billie Jean Kingová Rosemary Casalsová              | 7–5, 2–6, 7–6  |

#### Finalistka (14/5)
| Rok  | Turnaj                       | Spoluhráčka                | Vítězky                                                 | Výsledek      |
| 1960 | Australian Championships     | Lorraine Coghlan Robinson  | Maria Bueno Christine Truman Janes                      | 6–2, 5–7, 6–2 |
| 1961 | Wimbledon                    | Jan Lehaneová O'Neillová   | Billie Jean Kingová Karen Hantzeová Susmanová           | 6–3, 6–4      |
| 1962 | French Championships         | Justina Brickaová          | Sandra Reynoldsová Priceová Renee Schuurman Haygarthová | 6–4, 6–4      |
| 1963 | French Championships (2)     | Robyn Ebbernová            | Ann Haydonová Jonesová Renee Schuurman Haygarthová      | 7–5, 6–4      |
| 1963 | Wimbledon (2)                | Robyn Ebbernová            | Maria Buenová Darlene Hardová                           | 8–6, 9–7      |
| 1964 | Australian Championships (2) | Robyn Ebbernová            | Judy Tegart Daltonová Lesley Turnerová Bowreyová        | 6–4, 6–4      |
| 1964 | US Championships             | Lesley Turnerová Bowrey    | Billie Jean Kingová Karen Hantzeová Susmanová           | 3–6, 6–2, 6–4 |
| 1966 | Australian Championships (3) | Lesley Turnerová Bowreyová | Carole Caldwellová Graebnerová Nancy Richeyová          | 6–4, 7–5      |
| 1966 | Wimbledon (3)                | Judy Tegartová Daltonová   | Maria Buenová Nancy Richeyová                           | 6–3, 4–6, 6–4 |
| 1969 | French Open (3)              | Nancy Richeyová            | Ann Haydonová Jonesová Françoise Durrová                | 6–0, 4–6, 7–5 |
| 1969 | US Open (2)                  | Virginia Wadeová           | Françoise Durrová Darlene Hardová                       | 0–6, 6–4, 6–4 |
| 1971 | Wimbledon (4)                | Evonne Goolagong           | Billie Jean Kingová Rosemary Casalsová                  | 6–3, 6–2      |
| 1972 | US Open (3)                  | Virginia Wadeová           | Françoise Durrová Betty Stoveová                        | 6–3, 1–6, 6–3 |
| 1975 | Australian Championships (4) | Olga Morozovová            | Evonne Goolagong Peggy Michelová                        | 7–6, 7–6      |

### Smíšená čtyřhra (23/9 v otevřené éře)
Poznámka: Dvě finálová utkání Courtové ze smíšené čtyřhry na Australian Championships/Open v letech 1965 a 1969 nejsou tradičně do statistik mezi grandslamové tituly započítávány, protože se pro nepřízeň počasí neodehrála.

#### Výhry (19/6)
| Rok  | Turnaj                       | Spoluhráč     | Finalisté                                    | Výsledek      |
| 1961 | US Championships             | Robert Mark   | Dennis Ralston Darlene Hardová               | 3–6, 6–2, 6–4 |
| 1962 | U.S. Championships (2)       | Fred Stolle   | Frank Froehling Lesley Turnerová Bowrey      | 0–6, 6–4, 6–4 |
| 1963 | Australian Championships     | Ken Fletcher  | Fred Stolle Lesley Turnerová Bowreyová       | 6–4, 6–4      |
| 1963 | French Championships         | Ken Fletcher  | Fred Stolle Lesley Turnerová Bowreyová       | 6–1, 6–2      |
| 1963 | Wimbledon                    | Ken Fletcher  | Bob Hewitt Darlene Hard                      | 11–9, 6–4     |
| 1963 | U.S. Championships (3)       | Ken Fletcher  | Ed Rubinoff Judy Tegartová Daltonová         | 0–6, 6–4, 6–4 |
| 1964 | Australian Championships (2) | Ken Fletcher  | Mike Sangster Jan Lehaneová O'Neillová       | 6–4, 6–4      |
| 1964 | French Championships (2)     | Ken Fletcher  | Fred Stolle Lesley Turnerová Bowreyová       | 6–3, 4–6, 8–6 |
| 1964 | U.S. Championships (4)       | John Newcombe | Ed Rubinoff Judy Tegart Dalton               | 0–6, 6–4, 6–4 |
| 1965 | French Championships (3)     | Ken Fletcher  | John Newcombe Maria Buenoová                 | 6–4, 6–4      |
| 1965 | Wimbledon (2)                | Ken Fletcher  | Tony Roche Judy Tegartová Daltonová          | 12–10, 6–3    |
| 1965 | U.S. Championships (5)       | Fred Stolle   | Frank Froehling III Judy Tegartová Daltonová | 0–6, 6–4, 6–4 |
| 1966 | Wimbledon (3)                | Ken Fletcher  | Dennis Ralston Billie Jean Kingová           | 4–6, 6–3, 6–3 |
| 1968 | Wimbledon (4)                | Ken Fletcher  | Alex Metreveli Olga Morozovová               | 6–1, 14–12    |
| 1969 | French Championships (4)     | Marty Riessen | Jean Claude Barclay Françoise Durrová        | 6–3, 6–2      |
| 1969 | US Open (6)                  | Marty Riessen | Dennis Ralston Françoise Durrová             | 0–6, 6–4, 6–4 |
| 1970 | US Open (7)                  | Marty Riessen | Frew McMillan Judy Tegartová Daltonová       | 0–6, 6–4, 6–4 |
| 1972 | US Open (8)                  | Marty Riessen | Ilie Năstase Rosemary Casalsová              | 0–6, 6–4, 6–4 |
| 1975 | Wimbledon (5)                | Marty Riessen | Allan Stone Betty Stoveová                   | 6–4, 7–5      |

#### Finalistka (6/3)
| Rok  | Turnaj                   | Spoluhráč     | Vítězové                               | Výsledek        |
| 1964 | Wimbledon                | Ken Fletcher  | Fred Stolle Lesley Turnerová Bowreyová | 6–4, 6–4        |
| 1965 | Australian Championships | John Newcombe | Owen Davidson Robyn Ebbernová          | finále nehráno  |
| 1968 | Australian Championships | Allan Stone   | Dick Crealy Billie Jean Kingová        | walkover        |
| 1969 | Australian Open          | Marty Riessen | Fred Stolle Ann Haydonová Jonesová     | finále nehráno  |
| 1971 | Wimbledon                | Marty Riessen | Owen Davidson Billie Jean Kingová      | 3–6, 6–2, 15–13 |
| 1973 | US Open                  | Marty Riessen | Owen Davidson Billie Jean Kingová      | 6–3, 3–6, 7–6   |

## Chronologický přehled účasti na Grand Slamu

### Dvouhra
| Turnaj        | 1959  | 1960  | 1961  | 1962  | 1963  | 1964  | 1965  | 1966  | 1967  | 1968  | 1969  | 1970  | 1971  | 1972  | 1973  | 1974  | 1975  | Celkově SR |
| ------------- | ----- | ----- | ----- | ----- | ----- | ----- | ----- | ----- | ----- | ----- | ----- | ----- | ----- | ----- | ----- | ----- | ----- | ---------- |
| Australian O. | 2k    | Vítěz | Vítěz | Vítěz | Vítěz | Vítěz | Vítěz | Vítěz | A     | F     | Vítěz | Vítěz | Vítěz | A     | Vítěz | A     | ČF    | 11 / 14    |
| French Open   | A     | A     | ČF    | Vítěz | ČF    | Vítěz | F     | SF    | A     | A     | Vítěz | Vítěz | 3k    | A     | Vítěz | A     | A     | 5 / 10     |
| Wimbledon     | A     | A     | ČF    | 2k    | Vítěz | F     | Vítěz | SF    | A     | ČF    | SF    | Vítěz | F     | A     | SF    | A     | SF    | 3 / 12     |
| US Open       | A     | A     | SF    | Vítěz | F     | 4k    | Vítěz | A     | A     | ČF    | Vítěz | Vítěz | A     | SF    | Vítěz | A     | ČF    | 5 / 11     |
| SR            | 0 / 1 | 1 / 1 | 1 / 4 | 3 / 4 | 2 / 4 | 2 / 4 | 3 / 4 | 1 / 3 | 0 / 0 | 0 / 3 | 3 / 4 | 4 / 4 | 1 / 3 | 0 / 1 | 3 / 4 | 0 / 0 | 0 / 3 | 24 / 47    |

### Ženská čtyřhra
| Turnaj        | 1959  | 1960  | 1961  | 1962  | 1963  | 1964  | 1965  | 1966  | 1967  | 1968  | 1969  | 1970  | 1971  | 1972  | 1973  | 1974  | 1975  | Celkově SR |
| ------------- | ----- | ----- | ----- | ----- | ----- | ----- | ----- | ----- | ----- | ----- | ----- | ----- | ----- | ----- | ----- | ----- | ----- | ---------- |
| Australian O. | A     | F     | Vítěz | Vítěz | Vítěz | F     | Vítěz | F     | A     | SF    | Vítěz | Vítěz | Vítěz | A     | Vítěz | A     | F     | 8 / 13     |
| French Open   | A     | A     | 3k    | F     | F     | Vítěz | Vítěz | Vítěz | A     | A     | F     | SF    | SF    | A     | Vítěz | A     | A     | 4 / 10     |
| Wimbledon     | A     | A     | F     | SF    | F     | Vítěz | 3k    | F     | A     | ČF    | Vítěz | ČF    | F     | A     | ČF    | A     | ČF    | 2 / 12     |
| US Open       | A     | A     | 2k    | ČF    | Vítěz | F     | A     | A     | A     | Vítěz | F     | Vítěz | A     | F     | Vítěz | A     | Vítěz | 5 / 10     |
| SR            | 0 / 0 | 0 / 1 | 1 / 4 | 1 / 4 | 2 / 4 | 2 / 4 | 2 / 3 | 1 / 3 | 0 / 0 | 1 / 3 | 2 / 4 | 2 / 4 | 1 / 3 | 0 / 1 | 3 / 4 | 0 / 0 | 1 / 3 | 19 / 45    |

### Smíšená čtyřhra
| Turnaj        | 1959  | 1960  | 1961  | 1962  | 1963  | 1964  | 1965  | 1966  | 1967  | 1968  | 1969  | 1970  | 1971  | 1972  | 1973  | 1974  | 1975  | Celkově SR |
| ------------- | ----- | ----- | ----- | ----- | ----- | ----- | ----- | ----- | ----- | ----- | ----- | ----- | ----- | ----- | ----- | ----- | ----- | ---------- |
| Australian O. | A     | A     | A     | A     | Vítěz | Vítěz | F     | SF    | A     | F     | F     | NH    | NH    | NH    | NH    | NH    | NH    | 4 / 6      |
| French Open   | A     | A     | SF    | A     | Vítěz | Vítěz | Vítěz | 3k    | A     | A     | Vítěz | SF    | 3k    | A     | A     | A     | A     | 4 / 8      |
| Wimbledon     | A     | A     | SF    | A     | Vítěz | F     | Vítěz | Vítěz | A     | Vítěz | SF    | 2k    | A     | A     | F     | A     | Vítěz | 5 / 10     |
| US Open       | A     | A     | Vítěz | Vítěz | Vítěz | Vítěz | Vítěz | A     | A     | A     | Vítěz | Vítěz | A     | Vítěz | F     | A     | SF    | 8 / 10     |
| SR            | 0 / 0 | 0 / 0 | 1 / 3 | 1 / 1 | 4 / 4 | 3 / 4 | 4 / 4 | 1 / 3 | 0 / 0 | 1 / 2 | 3 / 4 | 1 / 3 | 0 / 1 | 1 / 1 | 0 / 2 | 0 / 0 | 1 / 2 | 21 / 34    |

| Legenda | Legenda                                   | Legenda | Legenda                     |
| ------- | ----------------------------------------- | ------- | --------------------------- |
| SR      | poměr vyhraných turnajů ku všem odehraným | W–L V–P | výhry–prohry                |
| NH      | daný rok se turnaj nekonal                | A       | turnaje se hráč nezúčastnil |
| 1Q / LQ | prohra v (kole) kvalifikace               | 1k / 1R | prohra v daném kole turnaje |
| QF / ČF | prohra ve čtvrtfinále                     | SF      | prohra v semifinále         |
| F       | prohra ve finále                          | Vítěz   | vítězství v turnaji         |

## Účast ve dvouhře ve Wimbledonu
Celkový poměr výher-proher je 51-9 (85%) ve 12 ročnících, do kterých nastoupila (1961-1966, 1968-1971, 1973, 1975). Hráčky, které ji porazily v devíti zápasech jsou Evonne Goolagong 1975 a 1971, Chris Evertová 1973, Ann Haydonová Jonesová 1969, Judy Tegartová Daltonová 1968, Billie Jean Kingová 1966 a 1962, Maria Buenová 1964 a Christine Trumanová Janesová 1961.
Poměr ve finále je 3–2 , v semifinále 5–4 a ve čtvrtfinále 9–2 . Do čtvrtfinále nepostoupila jen jednou v roce 1962 ve druhém startu na Wimbledonu, když prohrála s nenasazenou Billie Jean Kingovou.
Poměr výher-proher ve třísetových zápasech je 5–6, 46-3 ve dvousetových zápasech.
Nasazená byla pokaždé ve 12 ročnících turnaje, do roku 1976 bylo nasazováno jen 8 hráček, nikoli 32 jako v současnosti. 
- 1. nasazená, 1962 (prohra ve 2. kole), 1963 (vítězka), 1964 (finalistka), 1966 (semifinalistka), 1969 (semifinalistka), 1970 (vítězka), 1971 (finalistka), 1973 (semifinalistka).
- 2. nasazená, 1961 (čtvrtfinalistka), 1965 (vítězka), 1968 (čtvrtfinalistka).
- 5. nasazená, 1975 (semifinalistka).

Poměr výher-proher proti nasazeným hráčkám je 10-8, vážený průměr 0,556. Poměr proti nenasazeným hráčkám je 41-1, jediný prohraný zápas je ve 2. kole 1962 s Billie Jean Kingovou.
Zápasy proti nasazeným hráčkám:

- versus 1. nasazená, 1–0 (Maria Buenová (1965)).
- versus 2. nasazená, 2–1 (výhry: Martina Navrátilová (1975), Billie Jean King (1970); prohry: Maria Bueno (1964)).
- versus 3. nasazená, 1–1 (výhry: Billie Jean King (1964); prohry: Evonne Goolagong Cawley (1971)).
- versus 4. nasazená, 1–4 (výhry: Darlene Hardová (1963); prohry: Evonne Goolagong Cawley (1975), Chris Evert (1973), Ann Haydon Jones (1969), Billie Jean King (1966)).
- versus 5. nasazená, 1–0 (Rosemary Casalsová (1970)).
- versus 6. nasazená, 0–1 (Christine Truman Janes (1961)).
- versus 7. nasazená, 1–1 (výhry: Julie Heldmanová (1969); prohry: Judy Tegart Dalton (1968)).
- versus 8. nasazená, 3–0 (Olga Morozovová (1973), Helga Niessen Masthoffová (1970), Renee Schuurman Haygarth (1963))

Poměr výher-proher proti největším soupeřkám je 3–2 versus Billie Jean King, 2–1 versus Christine Truman Janes, 1–0 versus Martina Navrátilová, 1–0 versus Darlene Hardová, 1–0 versus Karen Susmanová, 1–0 versus Nancy Richeyová, 1–0 versus Rosemary Casals, 1–1 versus Maria Bueno, 0–1 versus Ann Haydon Jones, 0–1 versus Chris Evert a 0–2 versus Evonne Goolagong Cawley.

## Účast ve dvouhře na US Championships/Open
Celkový poměr výher-proher je 51-6 (89,5%) v 11 ročnících, které hrála (1961-1965, 1968-1970, 1972-1973, 1975). Jediných šest porážek je od těchto hráček Martina Navrátilová 1975, Billie Jean Kingová 1972, Maria Buenová 1968 a 1963, Karen Susmanová 1964 a Darlene Hardová 1961.
Poměr výher-proher je 5–1 ve finále, 6–2 v semifinále a 8–2 ve čtvrtfinále. Jen jedinkrát nepostoupila alespoň do čtvrtfinále v roce 1964, když prohrála s Karen Hantzeovou Susmanovou ve 4. kole (osmifinále).
Poměr výher-proher je 9–3 ve třísetových zápasech, 42-3 ve dvousetových zápasech.
Nasazená byla ve všech 11 účastích na turnaji:

- 1. nasazená, 1962 (vítězka), 1963 (finalistka), 1965 (vítězka), 1970 (vítězka).
- 2. nasazená, 1964 (prohra ve 4. kole), 1969 (vítězka), 1973 (vítězka).
- 4. nasazená, 1968 (čtvrtfinalistka).
- 5. nasazená, 1961 (semifinalistka), 1972 (semifinalistka), 1975 (čtvrtfinalistka).

Poměr výher-proher proti nasazeným hráčkám je 13-6. Poměr proti nenasazeným hráčkám je 38-0.
Zápasy proti nasazeným hráčkám:
- versus 1. nasazená, 0–2 (Billie Jean King (1972), Darlene Hard (1961)).
- versus 2. nasazená, 1–0 (Rosemary Casalsová (1970)).
- versus 3. nasazená, 3–1 (výhry: Chris Evertová (1973), Nancy Richeyová (1970 a 1965); prohry: Martina Navrátilová (1975)).
- versus 4. nasazená, 3–1 (výhry: Evonne Goolagong (1973), Rosemary Casals (1972), Christine Trumanová Janesová (1961); prohry: Maria Bueno (1963)).
- versus 5. nasazená, 2–1 (výhry: Virginia Wadeová (1969), Billie Jean King (1965); prohry: Maria Bueo (1968)).
- versus 6. nasazená, 2–0 (Nancy Richey (1969), Françoise Durrová (1965)).
- versus 7. nasazená, 2–0 (Virginia Wade (1973), Christine Truman Janes (1963)).
- versus 11. nasazená, 0–1 (Karen Hantze Susman (1964)).

Poměr výher-proher proti největším soupeřkám je 3–0 versus Nancy Richey, 2–0 versus Virginia Wade, 2–0 versus Rosemary Casals, 2–0 versus Françoise Durr, 2–0 versus Christine Truman Janes, 1–0 versus Chris Evert, 1–0 versus Evonne Goolagong Cawley, 1–1 versus Darlene Hard, 1–1 versus Billie Jean King, 1–2 versus Maria Bueno, 0–1 versus Martina Navrátilová a 0–1 versus Karen Hantze Susman.

## Účast ve dvouhře na French Championships/Open
Celkový poměr výher-proher je 47-5 (90,3%) v 10 ročnících, které hrála (1961-1966, 1969-1971, 1973). Jediných pět porážek je od těchto hráček: Gail Chanfreau 1971, Nancy Richeyová 1966, Lesley Turnerová Bowreyová 1965, Věra Suková 1963 a Ann Haydonová Jonesová 1961.
Poměr výher-proher je 5–1 ve finále, 6–1 v semifinále a 7–2 ve čtvrtfinále. Jen jedinkrát nepostoupila alespoň do čtvrtfinále v roce 1971, když prohrála s Gail Chanfreau ve 3. kole.
Poměr výher-proher je 8–0 ve třísetových zápasech, 39-5 ve dvousetových zápasech.
Nasazená byla ve všech 10 ročnících:

- 1. nasazená, 1963 (čtvrtfinalistka), 1964 (vítězka), 1965 (finalistka), 1966 (semifinalistka), 1969 (vítězka), 1970 (vítězka), 1971 (prohra ve 3. kole), 1973 (vítězka).
- 2. nasazená, 1962 (vítězka).
- 3. nasazená, 1961 (čtvrtfinalist).

Poměr výher-proher proti nasazeným hráčkám je 15-4, vážený průměr 0,789. Poměr proti nenasazeným hráčkám je 32-1, jediný takto prohraný zápas je ve 3. kole 1971 proti Gail Chanfreau.
Zápasy proti nasazeným hráčkám:
- versus 2. nasazená, 2–0 (Chris Evert (1973), Maria Bueno (1964)).
- versus 3. nasazená, 1–1 (výhry: Ann Haydon Jones (1969); prohry: Lesley Turner Bowrey (1965)).
- versus 4. nasazená, 4–0 (Evonne Goolagong (1973), Julie Heldman (1970), Nancy Richey (1969 and 1965)).
- versus 5. nasazená, 0–1 (Nancy Richey (1966)).
- versus 6. nasazená, 1–1 (výhry: Renee Schuurman Haygarth (1962); prohry: Ann Haydon Jones (1961)).
- versus 7. nasazená, 2–0 (Helga Niessen Masthoff (1970), Edda Buding (1962)).
- versus 8. nasazená, 3–1 (výhry: Rosemary Casals (1970), Kerry Melville Reid (1969), Věra Pužejová Suková (1964); prohry: Věra Pužejová Pužejová Suková (1963)).
- versus 9. nasazená, 1–0 (Norma Baylon (1965)).
- versus 13. nasazená, 1–0 (Lesley Turner Bowrey (1962)).

Poměr výher-proher proti největším soupeřkám je 2–1 versus Nancy Richey, 1–0 versus Chris Evert, 1–0 versus Evonne Goolagong Cawley, 1–0 versus Maria Bueno, 1–0 versus Rosemary Casals, 1–1 versus Ann Haydon Jones, 1–1 versus Lesley Turner Bowrey a 1–1 versus Věra Pužejová Suková.

## Účast ve dvouhře na Australian Championships/Open
Celkový poměr výher-proher je 61-3 (95,3%) ve 14 ročnících, které hrála (1959-1966, 1968-1971, 1973, 1975). Jediné tři porážky jsou od těchto hráček: Martina Navrátilová 1975, Billie Jean Kingová 1968 a Mary Carterová Reitanová i1959.
Poměr výher-proher je 11–1 ve finále, 12–0 v semifinále a 12–1 ve čtvrtfinále. Jen jedinkrát nepostoupila alespoň do čtvrtfinále v roce 1959, když prohrála při své první účasti se 4. nasazenou Mary Carterovou Reitanovou ve 2. kole.
Poměr výher-proher je 6–0 ve třísetových zápasech, 51-3 ve dvousetových zápasech.
Nasazená byla ve 13 ze 14 ročníků, kterých se zúčastnila:

- 1. nasazená, 1961 (vítězka), 1962 (vítězka), 1963 (vítězka), 1964 (vítězka), 1965 (vítězka), 1966 (vítězka),1970 (vítězka), 1971 (vítězka), 1973 (vítězka), 1975 (čtvrtfinalistka).
- 2. nasazená, 1969 (vítězka).
- 7. nasazená, 1960 (vítězka), 1968 (finalistka).
- nenasazená 1959 (lprohra ve 2. kole).

Poměr výher-proher proti nasazeným hráčkám je 26-3, vážený průměr 0,897. Poměr proti nenasazeným hráčkám je 35-0.
Zápasy proti nasazeným hráčkám:
- versus 1. nasazená, 5–1 (výhry: Billie Jean King (1969), Lesley Turner Bowrey (1968), Nancy Richey (1966), Maria Bueno (1965 a 1960); prohry: Billie Jean King (1968)).
- versus 2. nasazená, 6–0 (Evonne Goolagong Cawley (1973 a 1971), Kerry Melville Reid (1970), Carole Caldwell Graebner (1966), Billie Jean King (1965), Jan Lehane O'Neill (1961)).
- versus 3. nasazená, 3–0 (Rosemary Casals (1968), Jan Lehane O'Neill (1963 a 1960)).
- versus 4. nasazená, 5–1 (výhry: Karen Krantzcke (1970), Kerry Melville Reid (1973 a 1969), Yola Ramirez Ochoa (1962), Mary Carter Reitano (1960); prohry: Mary Carter Reitano (1959)).
- versus #5. nasazená, 4–0 (Rosemary Casals (1969), Norma Baylon (1965), Robyn Ebbern (1965), Jn Lehane O'Neill (1962)).
- versus 7. nasazená, 1–0 (Madonna Schacht (1966)).
- versus 8. nasazená, 2–1 (výhry: Karen Krantzcke (1973), Helen Gourlay Cawley (1971)); prohry: Martina Navrátilová (1975)).

Poměr výher-proher proti největším soupeřkám je Against 5–0 versus Jan Lehane O'Neill, 4–0 versus Evonne Goolagong Cawley, 3–0 versus Kerry Melville Reid, 2–0 versus Maria Bueno, 2–0 versus Rosemary Casals, 2–0 versus Lesley Turner Bowrey, 2–1 versus Billie Jean King, 1–0 versus Judy Tegart Dalton, 1–0 versus Françoise Durr, 1–0 versus Nancy Richey a 0–1 versus Martina Navrátilová.